# Patrick Bauchau
Patrick Nicolas Jean Sixte Ghislain Bauchau (Bruxelas, 6 de dezembro de 1938) é um ator belga mais conhecido por seu papel como Scarpine no filme de James Bond A View to a Kill (1985) e também por seu papel como o doutor Rowan Chase, pai afastado do Doutor Robert Chase na série House MD.

## Biografia
Bauchau nasceu em Bruxelas, é filho de Maria, uma administradora e editora e de Henry Bauchau, um administrador de escola, editor, escritor e psicanalista que serviu como oficial no metrô belga durante a 2ª Guerra Mundial. Ele foi criado na Bélgica, Suíça e Inglaterra.
Ele estudou na Universidade de Oxford com uma bolsa acadêmica e fala alemão, francês, inglês, espanhol, italiano e um pouco de russo e holandês.
É casado com Mijanou Bardot, que é irmã mais nova de Brigitte Bardot. Atualmente os dois vivem em Los Angeles. 

### Carreira
Hoje Bauchau é mais conhecido por seus papéis na televisão americana. Já atuou em muitos programas de TV e filmes diferentes, incluindo A View to a Kill como Scarpine, The Pretender, Kindred: The Embraced, The Rapture, Panic Room, Boy Culture, Carnivàle e 2012. Em 1987, ele foi escalado para o papel do Capitão Jean-Luc Picard em Star Trek: The Next Generation.. Fez também participações em séries como House MD e 24 Horas
Em 2011, estrelou como ele mesmo na série Burn Notice no episódio "Eye For An Eye".

## Filmografia
- Balada da Praia dos Cães (1987)